# Renata Dąbrowska
Renata Dąbrowska (ur. 8 lutego 1989) – polska kolarka torowa, mistrzyni i reprezentantka Polski, młodzieżowa mistrzyni Europy (2010), mistrzyni Europy juniorek (2007).

## Kariera sportowa
Była zawodniczką Cyklisty Żyrardów i PTC Pruszków (od 2007).
Dwukrotnie zdobyła mistrzostwo Polski w sprincie (2006, 2008), dwukrotnie była wicemistrzynią Polski w sprincie (2007, 2010), w 2009 zdobyła brązowy medal mistrzostw Polski w sprincie, dwukrotnie wygrała mistrzostwo Polski w keirinie (2007, 2009), dwukrotnie była wicemistrzynią Polski w keirinie (2006, 2008), dwukrotnie zdobyła mistrzostwo Polski w scratchu (2007, 2009), w 2006 i 2009 była wicemistrzynią Polski w scratchu, czterokrotnie z rzędu zdobyła mistrzostwo Polski w sprincie drużynowo (2007-2010), pięciokrotnie z rzędu zdobyła wicemistrzostwo Polski w wyścigu na 500 m ze startu zatrzymanego (2006-2010), była też wicemistrzynią Polski w wyścigu na 3000 na dochodzenie drużynowo (2009) wicemistrzynią w wyścigu punktowym (2007), brązową medalistką w wyścigu punktowym w 2006 i 2008.
Spore sukcesy międzynarodowe odnosiła w kategoriach młodzieżowych, w 2006 została wicemistrzynią Europy juniorek w keirinie, w 2007 mistrzynią Europy juniorek w scratchu i ponownie wicemistrzynią Europy juniorek w keirinie, w 2008 młodzieżową wicemistrzynią Europy w sprincie drużynowym, w 2009 młodzieżową wicemistrzynią Europy w keirinie i brązową medalistką mistrzostw Europy w sprincie drużynowym, w 2010 młodzieżową mistrzynią Europy w scratchu i młodzieżową wicemistrzynią Europy w wyścigu na 3000 m na dochodzenie.
Reprezentowała Polskę na mistrzostwach świata seniorek w 2007 (sprint - 23. miejsce, sprint drużynowy - 9. miejsce), 2009 (sprint - 24. miejsce, keirin - 16. miejsce, sprint drużynowy - 9. miejsce, omnium - 8. miejsce) i 2010 (sprint - 25. miejsce, 500 m ze startu zatrzymanego - 20. miejsce, keirin - 13. miejsce, sprint drużynowy - 9. miejsce, omnium - 12. miejsce).
Zakończyła karierę przedwcześnie w 2011, z uwagi na kłopoty z finansowaniem dalszych startów.